# Just, Melvin: Just Evil
Apenas, Melvin: Apenas Demónio é um documentário americano de 2000 por James Ronald Whitney sobre o seu avô, Melvin Just, e as consequências devastadoras do abuso sexual que Just infligiu na sua família. Estreou no Festival Sundance de Cinema em 2000 e foi transmitido na HBO em 22 de Abril de 2001. O filme foi bem recebido no geral; o crítico Roger Ebert chamou a Apenas, Melvin "um dos documentários mais poderosos que já vi".

## Sinopse
Whitney, na altura um executivo de Wall Street, regressou à sua casa de campo na sua terra natal em Carlotta, Califórnia, e entrevista os membros da sua família sobre o seu avô por afinidade, Melvin E. Just. Just abusou sexualmente de 10 familiares de Whitney, incluindo a sua mãe, tio, tias e tias por afiniade, alguns apenas com 2 anos de idade. O abuso resultou numa disfunção em 3 gerações de família. Whitney revela que também foi molestado pelo seu tio, que agora vive uma relação incestuosa com a sua meia-irmã. As tias de Whitney têm problemas com o álcool e drogas, e já passaram periodos sem abrigo e sendo prostitutas.
No filme, Whitney confronta Just na câmera sobre as acusações. Just, que morreu com 71 anos depois da filmagem estar completa, negou todas as acusações, apesar de ter sido condenado em 1979 de 12 acusações de abuso de menores na sua família e sentenciado a 13 anos de prisão. Ele cumpriu menos de 9 anos.
Para além do abuso sexual, três das tias de Whitney disseram que testemunharam Melvin Just violar e matar a enfermeira aposentada Josephine Segal, que estava atuando como assistente social. Segal tinha vindo para ver se as crianças estavam bem e encontrou Just na cama com a sua enteada. Just era suspeito na sua morte, mas nunca foi acusado no caso, que permanece sem resolução.

## Recepção
Apenas, Melvin é aclamado e recebeu muitas críticas positivas. Tem um percentagem de aprovação de 86% no agregador de críticas de filmes Rotten Tomatoes.
O crítico Roger Ebert resumiu Apenas, Melvin como um "lacerante retrato de um monstro", enquanto elogia o documentário de Whitney sobre a sua própria família: "O seu filme não é apenas devastador mas subtil na sua arte, com grande atenção à música que sugere ecos de longas palavras de ódio e memórias de dor. Nada no filme nos prepara para as cenas de fecho num enterro, onde um padre lê palavras fúteis de conforto enquanto os membros da família bêbedos alternam entre luto e raiva".
Michael Carlson, escrevendo para o The Daily Telegraph, elogiou o filme apesar do seu conteúdo chocante. "Ainda assim, com todos os seus choques, Apenas, Melvin não é apenas um trabalho de depressão mórbida ou um circo de malucos. É, em vez disso, um filme desafiador que revela o real custo do abuso mas, também, uma força forte de amor familiar".
David Zurawik do The Baltimore Sun escreveu que a HBO deveria ser glorificada por lançar um documentário tão gráfico logo após o seu famoso programa de domingo à noite, The Sopranos: "O tipo de incesto e abuso de menores que este filme explora é exactamente o tipo de segredos sujos que todos nós estamos muito felizes por ignorar em nome da propriedade, enquanto vítimas inocentes não têm apenas a sua infância violada mas também a sua capacidade de gozar a vida adulta destruída. Este é o tipo de documentário que está por trás de todos os ganhos da HBO e todos os Emmy, Oscares e prémios Peabody".
Emanuel Levy, revendo Just, Melvin para a Variety, foi mais crítico, escrevendo que o documentário era menos empolgante do que poderia ter sido devido ao seu tom "remoto". Ele escreveu, "Testemunhos escandalosos relacionados em como Melvin pagava às raparigas entre 25 cents a um dólar, dependendo da profundidade de penetração, e de como ele as forçou a "treinarem" usando lápis de cera e cachorros quentes. Contudo, o chocante em tais situações, é que são várias vezes apresentadas de uma forma que diminui o seu efeito emocional. Geralmente, o detalhe que foi sofrido por uma estructura desnecessariamente confusa, torna difícil revelar as ligações da família entre as várias vítimas".

## Prémios
Apenas, Melvin: Apenas Demónio foi nomeado para o Grand Jury Prize no Festival Sundance de Cinema em 2000 e para o Truer Than Fiction Award nos Prémios de Espíritos Independentes. Ganhou prémios no Festival de Cinema Internacional de Santa Bárbara, Festival de Cinema de South Beach, Festival de Cinema Internacional de Vancouver e Festival de Cinema de Newport Beach.